# Pilemia tigrina
Pilemia tigrina là một loài bọ cánh cứng trong họ Cerambycidae.